# Mesochorus lapponicus
Mesochorus lapponicus là một loài tò vò trong họ Ichneumonidae.